# Maimunah Mohd Sharif
Maimunah Mohd Sharif (Kuala Pilah, Negeri Sembilan, 1961) es una especialista en planificación urbana y una política malasia defensora de las políticas de planificación y desarrollo con perspectiva de género, Desde enero de 2018 es directora ejecutiva del Programa de Naciones Unidas para los Asentamientos Humanos (ONU-Hábitat). Fue alcaldesa de la Isla de Penang entre 2017 y 2018. En sus propuestas apuesta por la igualdad de género y defiende que todo plan urbanístico "queda a medias" sin la voz de las mujeres.

## Trayectoria

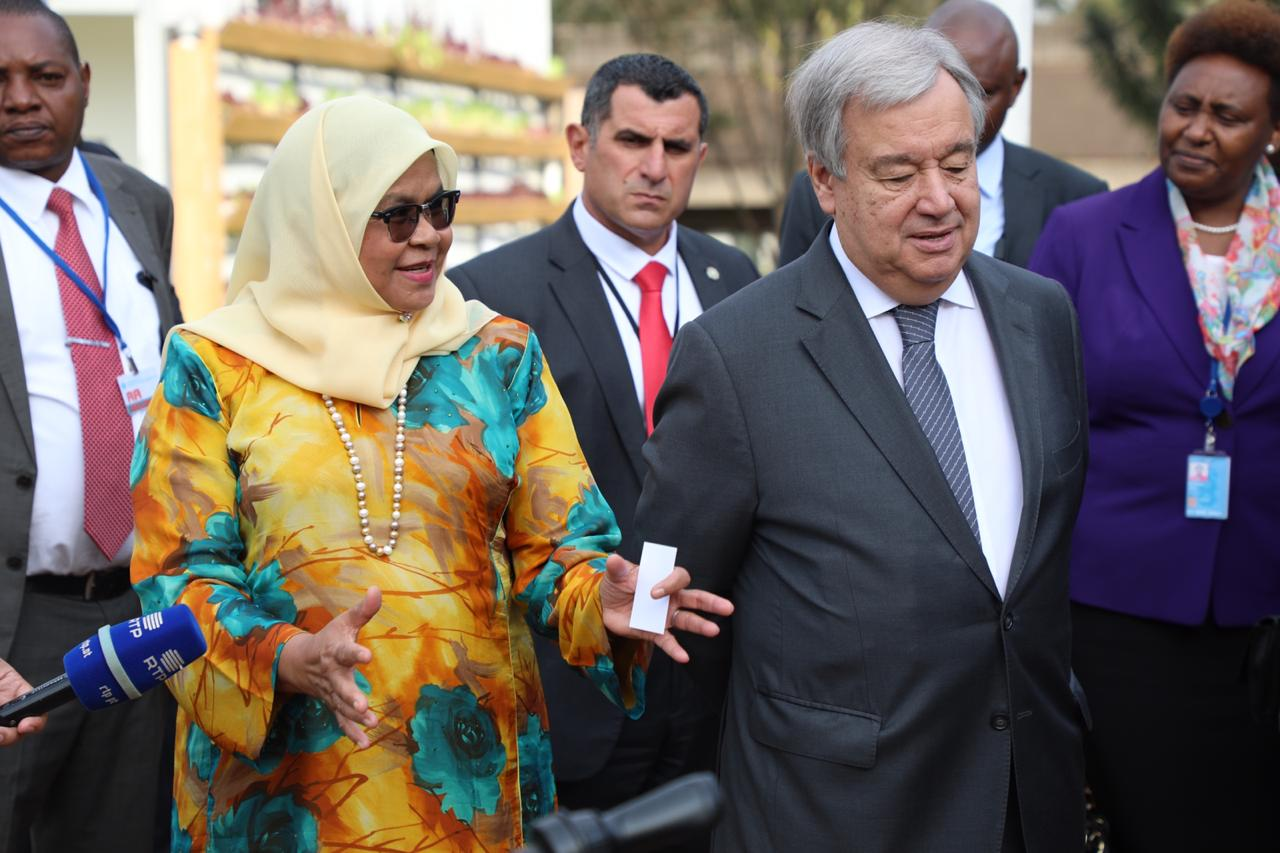
Maimunah Mohd Sharif, Director Ejecutivo de UN-Hbaitat, y Antonio Guterres, Secretario General de la ONU.

Oriunda del estado malayo de Negeri Sembilan, su formación y su carrera profesional y política han transcurrido en Penang, donde se formó en Estudios de Planificación Urbana en el Institute of Science and Technology de la Universidad de Gales (UWIST) y la Universiti Sains Malaysia (USM) de Penang. 
En 1985 Sharif empezó a ejercer su especialidad en planificación urbana en el área del Consejo Municipal de la isla de Penang (MPPP), en Malasia, un consistorio insular de casi 300 kilómetros cuadrados. 
En 2003 fue ascendida a directora del Departamento de Planificación y Desarrollo del MPPP y seis años después, el 2009, se le encomendó la gerencia general de George Town World Heritage Incorporated (GTWHI), entidad responsable de todo lo relacionado con el estatus de George Town, compartido con la meridional Malaca, como Ciutat Histórica del Estrechado de Malaca y Patrimonio de la Humanidad, declarado por la UNESCO en 2008 con el criterio de bien cultural. 
En 2011 fue la primera mujer nombrada presidenta del Consejo Municipal de Seberang Perai (MPSP). Durante los seis años al frente de este municipio de 800 000 habitantes, Maimunah destacó en la defensa de la sostenibilidad de la ciudad y la aprobación de un Presupuesto Participativo con perspectiva de género, integrando a los colectivos ciudadanos de mujeres en la definición de las partidas fiscales del consistorio.
En junio de 2017 el Consejo Cívico de la Isla de Penang eligió a su antigua directora de Planificación y Desarrollo como alcaldesa. El 4 de julio Maimunah, sucedía a otra mujer, Patahiyah Ismail, prestó juramento como alcaldesa de la isla de Penang con un mandato de 24 meses, hasta el 30 de junio de 2019. De inmediato, la edil empezó a tomar decisiones para implementar en el MBPP su estrategia de gobernanza sostenible, presupuestos inclusivos y enfoque de género, que tan buenos resultados había dado en la administración del vecino MPSP. Este mandato se interrumpió, debido a la nueva responsabilidad para la cual fue elegida unos meses más tarde, después de ser propuesta por el Secretario General de las Naciones Unidas, António Guterres. Efectivamente, el diciembre de 2017 Maimunah Mohd Sharif fue elegida por la Asamblea General de Naciones Unidas como la nueva directora ejecutiva de ONU-Hábitat con sede en Gigiri (Nairobi) cargo que ocupa a partir del 22 de enero de 2018, reemplazando al exalcalde de Barcelona, Joan Clos. Es la primera mujer musulmana de Asia en ocupar este cargo.
Maimunah está recocida internacionalmente como especialista en planificación de la sostenibilidad, proyectos de renovación urbana y gestión de patrimonios culturales. Sus contribuciones al tratamiento de los problemas específicos de los núcleos demográficos en rápido crecimiento y las corporaciones locales han recibido varias distinciones en Malasia, Asia y Europa. Ha colaborado con redes y ONG como Citynet, Wego, ICLEI y IOPD, y ha participado en varias actividades de la UNESCO, habiendo sido vinculada a la organización Ciudades y Gobiernos Locales Unidos (CGLU). En 2014, en virtud del galardón nacional Darjah Setia Pangkuan Negeri, Maimunah recibe el tratamiento honorífico malaisi de "Dato".

## Urbanismo con perspectiva de género
Sharif defiende el desarrollo urbano con perspectiva de género. «La mitad de la población (mundial) -argumenta- son mujeres. Si no escuchamos la voz de las mujeres, la planificación queda a medias. Porque las mujeres son las que usan muchos de los servicios urbanos básicos». Considera que si en la planificación se atienden las necesidades de las mujeres, se planifica para todo el mundo. "Si una ciudad es adecuada para una mujer, lo es también para un hombre", considera Sharif, quien considera una "prioridad" construir urbes más habitables para las mujeres.
En su etapa al frente de ONU-Hábitat  tiene como objetivo la aplicación de la Nueva Agenda Urbana (NAU), aprobada en la Conferencia de las Naciones Unidas sobre la Vivienda y el Desarrollo Urbano Sostenible (Hábitat III) celebrada en Quito (Ecuador) en octubre de 2016 La NAU es una guía ara orientar los esfuerzos en materia de desarrollo de las ciudades para una amplia gama de actores (estados, líderes urbanos y regionales, donantes, programas de las Naciones Unidas, academia, la sociedad civil, entre otros) para los próximos 20 años.